# Československá trojfederace
Československá trojfederace byl nerealizovaný projekt československého trialismu a koncepce Československé spolkové republiky jako federace tří zemí (Čechy, Morava s československým Slezskem, Slovensko). Vznikla na Moravě a částečně v československém Slezsku v období federalizace Československa koncem 60. let. Byla propagována Společností pro Moravu a Slezsko, založenou v květnu 1968. Po sametové revoluci byla znovu navržena již parlamentním politickým Hnutím za samosprávnou demokracii - Společností pro Moravu a Slezsko (HSD-SMS). Myšlenka československého spolkového státu až do rozpadu Československa v roce 1992 nebyla zrealizována kvůli nesouhlasu ze strany slovenské i české politické reprezentace, zejména představitelů Občanského fóra.

## V období Pražského jara 1968
2. dubna 1968 vydali pracovníci Moravského muzea v Brně prohlášení, v němž požadovali obnovu Moravy jakožto autonomního celku v souvislosti s připravovanou federalizací Československa. 16. dubna 1968 podobné prohlášení vydali jihomoravští a severomoravští novináři na sjezdu v Olomouci. 17. dubna 1968 se dokonce ve prospěch obnovení Moravskoslezské země vyjádřil Jihomoravský krajský národní výbor a obdobné názory se objevily i ve vedení druhého moravského kraje, třebaže ten byl zprvu k myšlence Moravskoslezské země spíš chladný. Na Moravě proběhla veřejná diskuse, zda bude lepší moravskoslezská země v rámci budoucí České republiky nebo samostatná republika vedle Čech a Slovenska. Hlavním zastáncem myšlenky trojfederace se stala v květnu 1968 založená Společnost pro Moravu a Slezsko, sdružující zprvu především vědce a umělce (např. rektor Masarykovy univerzity Theodor Martinec, prof. Miroslav Nechleba, prorektor Vysokého učení technického v Brně, nebo prof. Vladimír Kubeš, bývalý děkan Právnické fakulty MU). V čele Společnosti stanul Boleslav Bárta. V srpnu 1968 měla 200 000 registrovaných členů v 600 místních výborech po celé Moravě. Obnovení Moravskoslezské země jako státoprávního celku podpořila i řada významných podniků na jižní i severní Moravě (Vinařské závody Mikulov, Jihomoravské cukrovary Uherské Hradiště, celozávodní výbor KSČ Vítkovických železáren v Ostravě). Po sovětské invazi tyto diskuse utichly a významní politici již tuto myšlenku nezmiňovali.

## Návrh na trojdílné uspořádání vznikající československé federace v roce 1968
Tento návrh, na kterém se významně podílel bývalý děkan PrF MU a profesor občanského práva a právní filozofie Vladimír Kubeš, nesouhlasil s tehdy prosazenou koncepcí československé dvojfederace pouze na národním principu, který tehdy v dualistické formě (dva celky Čechů a Slováků) byl z pohledu zastánců trojfederace nedostatečný pro odstranění centralismu a pro rozvoj svébytného a relativně soběstačného celku Moravy a Slezska. Návrh proto prosazoval Československou federativní socialistickou republiku (ČSFSR) národnostně tvořenou dvěma národy (Češi a Slováci) a národnostními skupinami a státoprávně tvořenou třemi republikami: českou, moravskoslezskou a slovenskou. Zdůrazňoval tak i další principy federalizace:
- princip geografický (povodí řek, nížiny, hraniční vrchoviny a hornatiny)
- princip ekonomický – propojenost, oddělenost a svébytnost moravskoslezských aglomerací a infrastruktury
- princip historický – postavení Moravy nebylo náhodné, vyplývalo z reálných životních podmínek a po staletí se dokázalo udržet
- princip kulturní – specifičnost Moravy a Slezska
- princip psychologický a sociologický – identifikace s etnicko-sociální pospolitostí[3]

Správní soustava tří republik (s republikovými vládami a parlamenty, federální vládou a parlamentem) by byla tvořena okresními, městskými a místními národními výbory. Okresy byly v návrhu prosazovány menší než tehdejší okresy z roku 1960, tedy cca 50 000 obyvatel se sídelním městem s 15 000 obyvateli (výjimečně v horských oblastech i 30 000 obyvatel se sídelním městem s 7 500 obyvateli).
Do kompetence federálních orgánů byla navrhována oblast měnová, celní, koncepce hospodářského rozvoje federace, zásady soustavy daní a odvodů, cenové a mzdové politiky, zahraničního obchodu, sociálně-ekonomických informací, sociální a důchodové politiky, federálního rozpočtu, řízení hospodářských organizací přesahujících rámec země a správy státních rezerv.

## Po Listopadu 1989
Snaha o trojfederalizaci Československa byla hlavním bodem programu Hnutí za samosprávnou demokracii - Společnost pro Moravu a Slezsko (HSD-SMS). To vzniklo z obnovené Společnosti pro Moravu a Slezsko při příležitosti manifestace a sněmu pod názvem Moravskoslezská neděle 1. dubna 1990 v Kroměříži. K zaregistrování politického hnutí tehdy bylo třeba deset tisíc podpisů. V průběhu několika dní jich však právoplatných bylo na 47 tisíc a další přicházely. Ve volbách v roce 1990 stalo třetí nejúspěšnější stranou. Ve volbách do ČNR dosáhlo 10 %, přestože kandidovalo jen na Moravě, kde získalo v průměru 25 % hlasů.. Již v létě 1990 navrhli poslanci Federálního shromáždění za HSD-SMS během projednávané novely československé ústavy roku 1960 a ústavního zákona o československé federaci z roku 1968, aby byl název Česká republika změněn na Českomoravskou republiku a parlament z České národní rady na „Českomoravskou národní radu (z níž by se na základě dělby zákonodárné moci a dělby práce vydělovaly Sněm Země české a Sněm Země moravskoslezské)“.. Toto zemské uspořádání České republiky mělo být předstupněm k realizaci československé trojfederace. Návrh však nebyl přijat. Předsedkyni ČNR Dagmar Burešové byly předloženy petice občanů požadujících rehabilitaci Země moravskoslezské, které podepsalo více než 630 000 osob, což je v polistopadové historii zatím nepřekonaný počet podpisů pod jednou peticí. K jejich přání nebylo přihlédnuto..

## Koncepce Československé spolkové republiky v letech 1990-1992
Československá spolková republika (ČSSR) (po vzoru Německa a Rakouska) měla být podle návrhu HSD-SMS z let 1990-1992 federací tří samosprávných republik zdola, kdy by republiky svěřily určité kompetence do rukou spolku (federace). Východiskem koncepce byly tři podmínky:
1. Fyzicko-geografické odlišnosti a svéráznosti geomorfologických celků Čech, země Moravskoslezské a Slovenska.
2. Svérázný ekonomicko-geografický charakter těchto tří zemí, které jsou markantně odděleny pásmem nepatrného vlivu svých center.
3. Národní a zemská pospolitost, se kterou se občan identifikuje a má pocit sounáležitosti.[9]

Představa fungování Československé spolkové republiky byla na pěti úrovních (obec, okres, oblast, země /republika/ a spolek /federace/). Okres a oblast by byly jen územními jednotkami bez řídícího stupně jen s okresním zastupitelským sborem, okresním správním úřadem a oblastním sdružením okresních zastupitelských rad. Řídící stupeň by byl jen na třech úrovních (obecní, zemská, spolková).
Na zemské (republikové) úrovni by fungovaly jednokomorové parlamenty republik (Český sněm, Moravskoslezský sněm a Slovenská národní rada), zemská (republiková) vláda s ministerstvy a Úřad zemské (republikové) správy.
Na spolkovou úroveň by občané, obce a republiky delegovali pouze oblast zahraniční politiky, obrany, měny, státního občanství, bezpečnosti, dopravy a telekomunikace. Na této úrovni by byl parlament tříkomorový (česká, moravskoslezská a slovenská komora), spolkový prezident volený přímo občany a spolková vláda.
Představa byla údajně velmi úsporná z hlediska počtu úřadů a úředníků, zejména na úrovni spolku (federace). Republiková vláda s úřadem měla mít pouze 1/2 zaměstnanců tehdejšího Krajského národního výboru (KNV) Jihomoravského kraje.

## Postoj Slovenska
Zástupci všech slovenských politických stran, kromě Verejnosti proti násiliu a Komunistické strany Slovenska podepsali 9. března 1991 v Bratislavě společné prohlášení, že Moravany považují "za moderní státotvorný národ, schopný samostatně si hospodařit na svém vlastním území a samostatně si rozhodovat o svém vlastním osudu".[chybí lepší zdroj] Někteří slovenští politici měli však obavy z možného přehlasování ze strany dvou členů federace – Čech a Moravy se Slezskem. Rozdělením Československa a vytvořením samostatných republik (České a Slovenské) tyto snahy utichly.